# موزه نو برلین
موزه نو یا موزه نئوس (آلمانی: Neues Museum) یک بنای فهرست‌شده در جزیره موزه در مرکز تاریخی شهر برلین و بخشی از میراث جهانی یونسکو است. ساختمان این موزه از سال ۱۸۴۳ تا ۱۸۵۵ به دستور شاه فریدریش ویلهلم چهارم با سبک‌های معماری نئوکلاسیک و احیای رنسانس ساخته شد و به عنوان یکی از کارهای برجسته معمار فردریش آگوست اشتولر در نظر گرفته می‌شود. این ساختمان در جنگ جهانی دوم آسیب دید و در آلمان شرقی پوسیده شد اما در سال‌های ۱۹۹۹ تا ۲۰۰۹ به دست دیوید چیپرفیلد بازسازی و بازگشایی شد. امروزه موزه نو محل موزه‌های مصرشناسی و پاپیروس و همچنین موزه پیش از تاریخ، تاریخ نخستین و بخش‌هایی از تاریخ باستان است.